# Steve Keirn
Stephen Paul (Steve) Keirn (Tampa (Florida), 10 september 1951) is een Amerikaans voormalig professioneel worstelaar die vooral bekend is van zijn tijd bij World Wrestling Federation (WWF) als Skinner, van 1991 tot 1993. Momenteel werkt Keirn voor de WWE op NXT Wrestling als voorzitter van de NXT.
In 2007 richtte Keirn de Florida Championship Wrestling op, dat ook als opleidingscentrum van WWE fungeerde, maar in augustus 2012 werd FCW vervangen door NXT Wrestling.

## In het worstelen
- Finishers
  - Gatorbreaker

- Signature moves
  - Forearm smash
  - Inverted Boston crab
  - Shoulderbreaker
  - Sleeper hold
  - Swinging neckbreaker

## Prestaties
- Century Wrestling Alliance
  - CWA Television Championship (1 keer)

- Championship Wrestling from Florida
  - NWA Brass Knuckles Championship (1 keer)
  - NWA Florida Heavyweight Championship (5 keer)
  - NWA Florida Tag Team Championship (12 keer: met Mike Graham (9x), Jimmy Garvin (1x), Bob Backlund (1x) en Brian Blair (1x))
  - NWA Florida Television Championship (1 keer)
  - NWA North America Tag Team Championship (1 keer: met Mike Graham)
  - NWA Southern Heavyweight Championship (2 keer)
  - NWA United States Tag Team Championship (5 keer: met Mike Graham (3x) en Stan Lane (2x))

- Georgia Championship Wrestling
  - NWA Georgia Heavyweight Championship (1 keer)
  - NWA Georgia Tag Team Championship (1 keer: met Mr. Wrestling)
  - NWA National Television Championship (2 keer)

- NWA Hollywood Wrestling
  - NWA International Junior Heavyweight Championship (1 keer)

- NWA Mid-America / Continental Wrestling Association
  - AWA Southern Heavyweight Championship (1 keer)
  - AWA Southern Tag Team Championship (17 keer: met Stan Lane (14x), Bill Dundee (2x) en Terry Taylor (1x))
  - CWA International Tag Team Championship (1 keer met Mark Starr)
  - CWA World Tag Team Championship (2 keer met Stan Lane)
  - NWA Mid-America Heavyweight Championship (2 keer)

- Southwest Championship Wrestling
  - SCW World Tag Team Championship (1 keer met Stan Lane)

- United States Wrestling Association
  - USWA World Tag Team Championship (1 keer met Stan Lane)